# Завьялов, Александр Васильевич (хоккеист)
Александр Васильевич Завьялов (род. 28 октября 1969, Овсянка) — российский хоккеист, защитник.

## Биография
Родился в селе Овсянка Красноярского края. Родители переехали в Новочебоксарск на строительство ГЭС — мать работала на бетонном заводе, отец — крановщиком.
В шесть лет начал заниматься хоккеем в школьной секции. Тренировался в спортшколе у Владимира Тюкалова. С 9 класса обучался в спортинтернате в Горьком. После его окончания в 1988 году числился в высшем военном училище при роте обеспечения в Ульяновске, фактически играл за «Сокол» Новочебоксарск во второй лиге. В сезоне 1989/90 также играл за СКА Свердловск.
В 1990 году по приглашению Виктора Левицкого стал играть за казанский «Итиль». В составе команды, впоследствии переименованной в «Ак Барс», провёл 570 матчей за 14 сезонов, установив рекорд клуба.
В дальнейшем играл за петербургский СКА (2004/05 — 2005/06), «Торпедо» НН (2006/07 — 2007/08), «Югру» и «Дмитров» (2008/09), «Ариаду-Акпарс» (2009/10 — 2010/11). Завершил карьеру в возрасте 41 года.
На рубеже 1996—1997 годов играл за сборную России в турне против сборной Канады.
В сезона 2011/12 работал тренером в «Ариаде», затем — тренер в клубах КХЛ.
Чемпион России (1998) в составе казанского «Ак Барса». Двукратный серебряный призёр чемпионата России (2000, 2002). Чемпион КХЛ и обладатель Кубка Гагарина (2018) в качестве тренера.
7 декабря 2023 года был назначен ассистентом исполняющего обязанности главного тренера ХК «Сибирь» Сергея Кривокрасова. 28 марта 2024 года ХК «Сибирь» объявил о том, что не будет продлевать контракт с Александром Завьяловым.